# Liste der Kulturgüter in Graben
Die Liste der Kulturgüter in Graben enthält alle Objekte in der Gemeinde Graben im Kanton Bern, die gemäss der Haager Konvention zum Schutz von Kulturgut bei bewaffneten Konflikten, dem Bundesgesetz vom 20. Juni 2014 über den Schutz der Kulturgüter bei bewaffneten Konflikten sowie der Verordnung vom 29. Oktober 2014 über den Schutz der Kulturgüter bei bewaffneten Konflikten unter Schutz stehen.
Es sind weder A-Objekte noch B-Objekte auf dem Gemeindegebiet ausgewiesen, Objekte der Kategorie C fehlen zurzeit (Stand: 15. Februar 2024). Unter übrige Baudenkmäler sind Objekte zu finden, die im Bauinventar des Kantons Bern als «schützenswert» verzeichnet sind.

## Übrige Baudenkmäler
Hinweis: Als Objekt-Identifikator (ID) wird die Grundstücksnummer verwendet.
| ID  | Foto |                 | Objekt                  | Typ | Standort                       | Beschreibung |
| --- | ---- | --------------- | ----------------------- | --- | ------------------------------ | ------------ |
| 25  | BW   | Datei hochladen | Bauernhaus (um 1869)    | G   | Baumgarten 18 621378 / 229714  |              |
| 161 | BW   | Datei hochladen | Römerstock (1589)       | G   | Baumgarten 17 621357 / 229696  |              |
| 275 | BW   | Datei hochladen | Speicher (17. Jh.)      | G   | Kleinholz 3a 620721 / 229299   |              |
| 287 | BW   | Datei hochladen | Bauernhaus (1790)       | G   | Kleinholz 2 620644 / 229254    |              |
| 326 | BW   | Datei hochladen | Bauernhaus (1851)       | G   | Baumgarten 14 621317 / 229508  |              |
| 395 | BW   | Datei hochladen | Stöckli-Speicher (1772) | G   | Baumgarten 15a 621317 / 229567 |              |
| 438 | BW   | Datei hochladen | Stöckli (um 1841)       | G   | Burach 23a 621414 / 230031     |              |

Hinweis zur Legende: Anstelle der KGS-Nummer wird als Objekt-Identifikator (ID) die Grundstücksnummer verwendet.